# Toby Stevenson
Toby Stevenson (Odessa (Texas), Estados Unidos, 19 de noviembre de 1976) es un atleta estadounidense, especializado en la prueba de salto con pértiga en la que llegó a ser subcampeón olímpico en 2004.

## Carrera deportiva
En los JJ. OO. de Atenas 2004 ganó la medalla de plata en el salto con pértiga, con un salto por encima de 5.90 metros, quedando tras su compatriota Timothy Mack (oro con 5.95 m batiendo el récord olímpico) y por delante del italiano Giuseppe Gibilisco (bronce con 5.85 metros).